# 먀오링세
| 오르도비스기                 | 전기       | 트레마독절 | 이후         |
| 캄브리아기                   | 푸룽세     | 제10절     | 485.4 489.5- |
| 캄브리아기                   | 푸룽세     | 장산절     | 489.5 494.0- |
| 캄브리아기                   | 푸룽세     | 파이비절   | 494.0 497.0- |
| 캄브리아기                   | 먀오링세   | 구장절     | 497.0 500.5- |
| 캄브리아기                   | 먀오링세   | 드럼절     | 500.5 504.5- |
| 캄브리아기                   | 먀오링세   | 우류절     | 504.5 509.0- |
| 캄브리아기                   | 제2세      | 제4절      | 509.0 514.0- |
| 캄브리아기                   | 제2세      | 제3절      | 514.0 521.0- |
| 캄브리아기                   | 테르뇌브세 | 제2절      | 521.0 529.0- |
| 캄브리아기                   | 테르뇌브세 | 포츈절     | 529.0 541.0- |
| 에디아카라기                 |            |            | 이전         |
| IUGS의 캄브리아기 시대 구분. |            |            |              |

먀오링세(Miaolingian)는 캄브리아기의 세번째 세이다. 중국 구이저우성의 먀오링산맥에서 이름을 가져왔다.